# Университет мира
Университе́т ми́ра (англ. University for Peace) был основан в Коста-Рике в 1980 году, чтобы «обеспечить человечество международным высшим учебным заведением по вопросам мира и с целью укрепления между всеми людьми духа взаимопонимания, терпимости и мирного сосуществования для поощрения сотрудничества между народами и содействия уменьшению препятствий и угроз международному миру и прогрессу в соответствии с благородными целями, провозглашенными в Уставе Организации Объединённых Наций».
В настоящее время в кампусе — 124 студента из 37 разных стран. Языком обучения является английский, однако многие сотрудники университета говорят только на испанском языке и большинство ресурсов библиотеки университета недоступно на английском.

## История
Предложение о создании Университета мира было выдвинуто президентом Коста-Рики Родриго Карасо в его обращении к Генеральной Ассамблее ООН на 33-й сессии. Генеральный секретарь ООН назначил Международную комиссию Университета мира, которая составила международное соглашение об учреждении Университета мира и Договор об Университете мира. Эти документы были приняты 5 декабря 1980 года на 35-й сессии Генеральной Ассамблеи ООН и вступили в силу 7 апреля 1981 года.
6 марта 1981 года был создан Совет Университета мира, который является органом управления Университета. Первый президент Совета — Родриго Карасо. В Совет входят 15 человек, утверждаемых Генеральным секретарем ООН.